# Plac Jungmanna
Plac Jungmanna (czeski: Jungmannovo náměstí) – plac położony w samym sercu Pragi,  w dzielnicy Nowe Miasto i Praga 1 przy granicy Starego Miasta, w pobliżu Můstku i Alei Narodowej. Nazwa placu pochodzi od Josefa Jungmanna.